# Romariswandköpfe
Romariswandköpfe (též Romariswandkopf) (3511 m n. m.) je dvouvrcholová zaledněná hora ve skupině Glocknergruppe (součást Vysokých Taur) v Rakousku. Nachází se na hranici Tyrolska a Korutan nad městečkem Kals am Grossglockner. Na jižním úbočí se nachází ledovec Fruschnitzkees patřící do ledovcového systému Teischnitzkees, na severním úbočí je ledovec Schneewinkel, který je jednou ze zdrojových oblastí nejdelšího rakouského ledovce Pasterze. 
Hora je součástí hlavního Taurského hřebenu, který vrcholí nejvyšší horou Rakouska Grossglockner. 

## Výstupy
Prvovýstup vykonal pražský obchodník Johann Stüdl a dva horší vůdci Michel Groder a Andreas Kerer z nedalekého Kalsu 29. srpna 1868 od jihu z nově postavené horské chaty Stüdlhütte na sedle Fanatscharte přes ledovec Teischnitzkees a vrchol Teufelskamp. Tento směr je oblíbenou ledovcovou túrou v létě pěšky a na jaře na lyžích. 
Prvovýstup severní stěny vykonal další pražský alpinista Karl Kögler a dva horští vůdci Josef Kerer a Peter Huter roku 1876 v sestupu, když se jim podařilo vystoupit z jihu od Stüdlhütte a sestoupit k severu na ledovec Pasterze. Sníh v severní stěně dosahuje strmosti 50°.
Další významné výstupy vedou Severozápadním hřebenem (skalní obtížnost 2 UIAA), Severovýchodní roklí (sníh 55°) a Jihozápadní roklí (nebezpečná lámavá kombinace sněhu 40° a skály 3 UIAA).